# ウィチタ・ウィンドサージ
ウィチタ・ウィンドサージ (Wichita Wind Surge) は、アメリカ合衆国カンザス州ウィチタに本拠地を置くプロ野球チーム。本拠地球場はニュー・ウィチタ・ボールパーク。マイナーリーグベースボール(MiLB)のテキサスリーグに所属し、メジャーリーグベースボール(MLB)のミネソタ・ツインズ傘下AA級チームである。

## 歴史
1900年にミズーリ州カンザスシティで創設された「カンザスシティ・ブルース」を起源とする歴史の長いチームである。
1955年にコロラド州デンバーに移転し「デンバー・ベアーズ」に改称。
1985年にシカゴとデンバーを結ぶバーリントン鉄道の旅客列車デンバー・ゼファーにちなみ「デンバー・ゼファーズ」に改称した。
1993年にニューオーリンズに移転し、「ニューオーリンズ・ゼファーズ」となった。
現在のメジャー30球団のうち14球団の傘下となった経験を持ち、近年ではヒューストン・アストロズ（1997年 - 2004年）、ワシントン・ナショナルズ（2005年 - 2006年）、ニューヨーク・メッツ（2007年 - 2008年）の傘下を経て、2009年からマーリンズ傘下となった。
2016年11月15日、チーム名を「ニューオーリンズ・ベビーケークス」に決定したと球団より発表された。球団名はチーム名を決める企画により最終候補からネット投票で決定した。
2019年のシーズンを最後にチームはカンザス州ウィチタに移転することが決定しており、新チームは新たなチーム名を公募することになった。同年11月に新チーム名が「ウィチタ・ウィンドサージ」に決定した。

## 選手名鑑

### 過去の主な所属選手

#### ニューオーリンズ時代
- レネ・アロチャ
- ボビー・アブレイユ
- ミチェル・アブレイユ
- ロイ・オズワルト
- オジー・カンセコ
- モーガン・エンスバーグ
- クリストファー・ニコースキー
- ビル・ブレイ
- ラスティングス・ミレッジ
- クリス・ボルスタッド
- ショーン・ウエスト
- ブレット・ヘイズ
- スコット・カズンズ
- マット・ドミンゲス
- ウェイド・ルブラン
- デレク・ディートリック
- マーク・カナ
- クリスチャン・イエリッチ
- ホセ・ウレーニャ
- ブライアン・アンダーソン (内野手)
- サンディ・アルカンタラ